# لي شاتيليت (جبل)
لي شاتيليت (بالإنجليزية: Le Châtelet (mountain))‏ هو أحد جبال سلسلة كتلة مونت بلاك وجزء من القمة الأم مون بلون يقع في كانتون فاليز، سويسرا. يبلغ ارتفاع الجبل حوالي 2537 متر، بينما يبلغ ارتفاع نتوء الجبل 96 متر.